# Orthosia glaberrima
Orthosia glaberrima är en oleanderväxtart som först beskrevs av Robert Everard Woodson, och fick sitt nu gällande namn av W.D.Stevens. Orthosia glaberrima ingår i släktet Orthosia och familjen oleanderväxter. Inga underarter finns listade i Catalogue of Life.